# Ice Age (videojuego)
Ice Age es un juego de plataformas del año 2002 basado en la película del mismo nombre, publicado por Ubisoft y desarrollado por A2M exclusivamente para la Game Boy Advance.

## Argumento
El juego permite al jugador jugar como Sid, Manny o Roshan (sin contar con Diego). El objetivo de cada uno de los 10 niveles es recoger las nueces que puedas y llegar a la final de forma segura.

## Recepción
El juego recibió críticas negativas por parte de los críticos, con GameRankings y Metacritic logró una puntuación media de 46,00% y 47/100 votos, respectivamente. Tim Tracy de GameSpot describió el juego como un «juego de plataformas sencillo con una serie de problemas que en última instancia, lo convierten en una experiencia sin alegría», criticando la música repetitiva y poco interesante y «una sensación general de que el ensayo y error es la clave para ganar el juego». Craig Harris, escribiendo para IGN, también criticó el diseño de niveles de prueba y error; «Los desarrolladores hacen los niveles [de este juego] desafiantes creando saltos ciegos, por lo que es imposible ver lo que hay debajo de una cornisa sin tener el molesto acto de fe». Por otra parte, fue más positiva al comentar sobre la música, la descripción de un buen uso del juego del hardware de audio del GBA como «única ventaja real del juego».